# Гілларі Вульф
Гілларі Джоселін Вулф (англ. Hillary Jocelyn Wolf; 7 лютого 1977) — американська колишня дитяча акторка та дзюдоїстка. Її акторська кар'єра розпочалася ще в дитинстві, і вона здобула популярність завдяки ролі Меган МакКалістер, сестри головного героя, у фільмі "Сам удома" (1990) та його сиквелі "Сам удома 2: Загублений у Нью-Йорку" (1992). Вульф також з'явилася в ряді інших телевізійних шоу та фільмів, що закріпило її успіх у кінематографі в 90-х роках.
Попри ранні досягнення в акторській кар'єрі, Гілларі обрала зовсім інший шлях, зосередившись на дзюдо. Вона стала національною чемпіонкою США з дзюдо та представляла країну на Олімпійських іграх у 1996 році в Атланті та в 2000 році в Сіднеї. Її спортивна кар'єра була успішною, і вона здобула визнання як одна з найкращих американських дзюдоїсток свого часу.
Після завершення кар'єри в кіно та спорті Вульф відійшла від публічного життя.

## Кар'єра

### Акторська кар'єра
Вульф найбільше відома своєю роллю Меган, старшої сестри Кевіна (у виконанні Маколея Калкіна) у серії фільмів "Сам удома". Крім того, Гілларі зіграла головну героїню Лору в комедії "Великі дівчата не плачуть... Вони беруть своє". 
Також акторка виконала роль Голлі Андерсон у телевізійному фільмі "Вбивство, яке освячене" і роль Емілі у стрічці "Чекаючи на світло". Її кар'єра в кіно й на телебаченні тривала протягом декількох років, але в 1992 році.

### Спротивна кар'єра
У 1994 році Гілларі Вульф стала чемпіонкою світу з дзюдо серед юніорів, що стало значним досягненням у її спортивній кар’єрі. Вона двічі представляла США на Олімпійських іграх: на Олімпіаді 1996 року в Атланті та на Олімпіаді 2000 року в Сіднеї. У 1996 році Вульф виступала у змаганнях серед жінок у ваговій категорії до 48 кг та дійшла до чвертьфіналу, показавши високий рівень майстерності. У 2000 році вона брала участь у змаганнях у категорії до 52 кг, але вибула на першому етапі змагань.

## Особисте життя
У 2002 році Вульф одружилася з Крісом Сабою. Подружжя мешкає в Колорадо-Спрінгс, штат Колорадо, і виховує двох синів, які народилися у 2007 та 2010 роках.
У 2004 році Вульф разом із чоловіком заснували борцівський клуб під назвою Rocky Mountain Wrestling Club, розташований у Колорадо-Спрінгс, де вони тренують молодих спортсменів і підтримують розвиток спортивної боротьби в регіоні.

## Фільмографія

### Фільми
| Рік  | Назва                                         | Оригінальна назва                    | Роль               |
| ---- | --------------------------------------------- | ------------------------------------ | ------------------ |
| 1990 | В очікуванні світла                           | Waiting for the Light                | Емілі              |
| 1990 | Сам удома                                     | Home Alone                           | Меган Маккаллістер |
| 1992 | Великі дівчата не плачуть... Вони беруть своє | Big Girls Don't Cry... They Get Even | Лора Чартофф       |
| 1992 | Сам удома 2: Загублений у Нью-Йорку           | Home Alone 2: Lost in New York       | Меган Маккаллістер |

### Телебачення
| Рік  | Назва                   | Оригінальна назва     | Роль                     | Примітки           |
| ---- | ----------------------- | --------------------- | ------------------------ | ------------------ |
| 1984 | Справа принципу         | A Matter of Principle | Лінді Лу Перді           | Телевізійний фільм |
| 1985 | Перші кроки             | First Steps           | Міссі (7 років)          | Телевізійний фільм |
| 1986 | Потрібна допомога: діти | Help Wanted: Kids     | Міккі                    | Телевізійний фільм |
| 1986 | Недільний драйв         | Sunday Drive          | Крістін Франклін         | Телевізійний фільм |
| 1987 | Я візьму Манхеттен      | I'll Take Manhattan   | Молода Анжеліка Сіпріані | Головна роль       |
| 1987 | Призначере вбивство     | Murder Ordained       | Холлі Андерсон           | Телевізійний фільм |